# Genomik
Genomik är studiet av arvsmassa, det vill säga en organisms fulla uppsättning DNA, som inbegriper såväl gener som så kallade icke-kodande DNA. Området har vuxit de senaste åren, inte minst beroende på den goda tillgång på data som har följt av de stora genomprojekten, som exempelvis HUGO.